# Hurums kyrka
Hurums kyrka (norska: Hurum kirke) är en kyrka som ligger i Klokkarstua på Hurumlandet i Askers kommun i Akershus fylke i sydöstra Norge.

## Kyrkobyggnaden
Kyrkan uppfördes av sten vid mitten av 1100-talet.
I sin nuvarande form består kyrkan av ett långhus med ett lägre och smalare kor med absid i öster. Vid långhusets västra kortsida finns ett kyrktorn av trä med ingång och vapenhus.
År 1686 brann kyrkan varefter den återuppbyggdes. Ett gravkapell av trä vid kyrkans norra sida uppfördes år 1688 och ersattes år 1750 av nuvarande gravkapell av sten. En ombyggnad genomfördes år 1849 då väggar och tak gjordes lägre. Södra portalen murades igen och vid västra ingången tillkom ett kyrktorn av trä. Nuvarande kyrktorn uppfördes år 1885. År 1957 byggdes en sakristia norr om koret.

## Inventarier
- Predikstolen är från 1700-talet och återinsattes år 1909.
- Dopfunten är från 1700-talet.
- Orgeln med tio stämmor är byggd 1954 av J. H. Jørgensen.

## Bilder

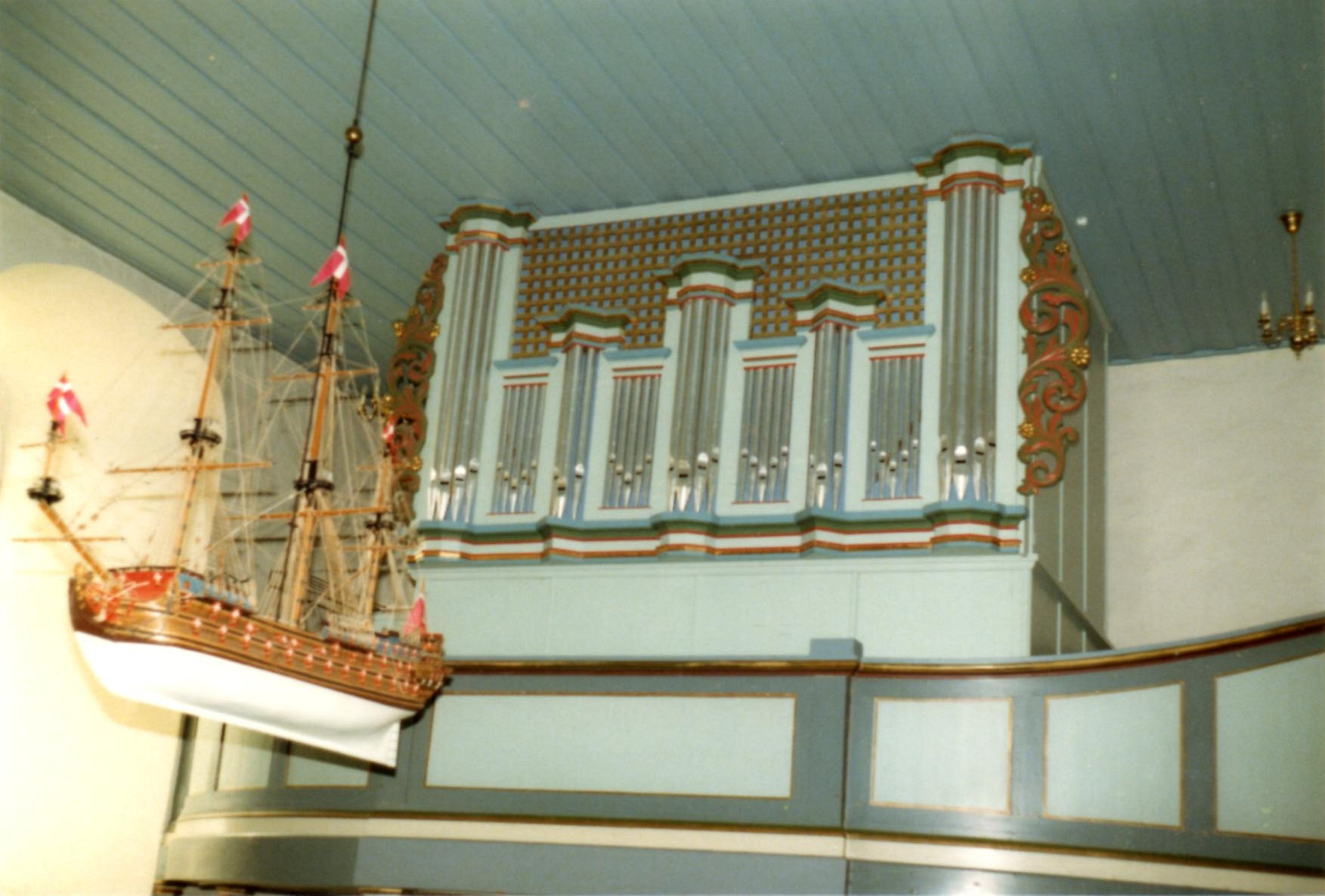
Orgeln.
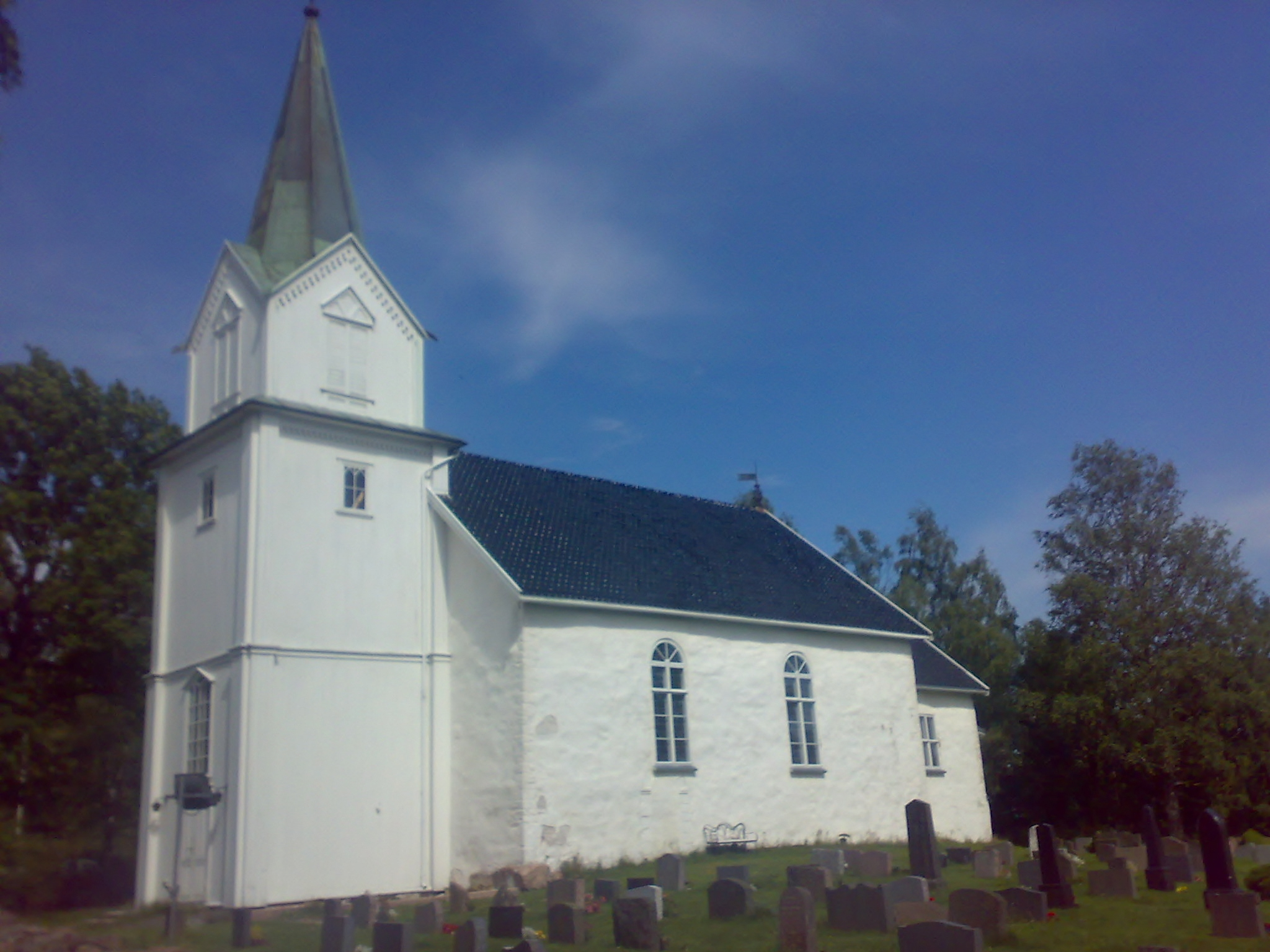
Kyrkan från sydväst.
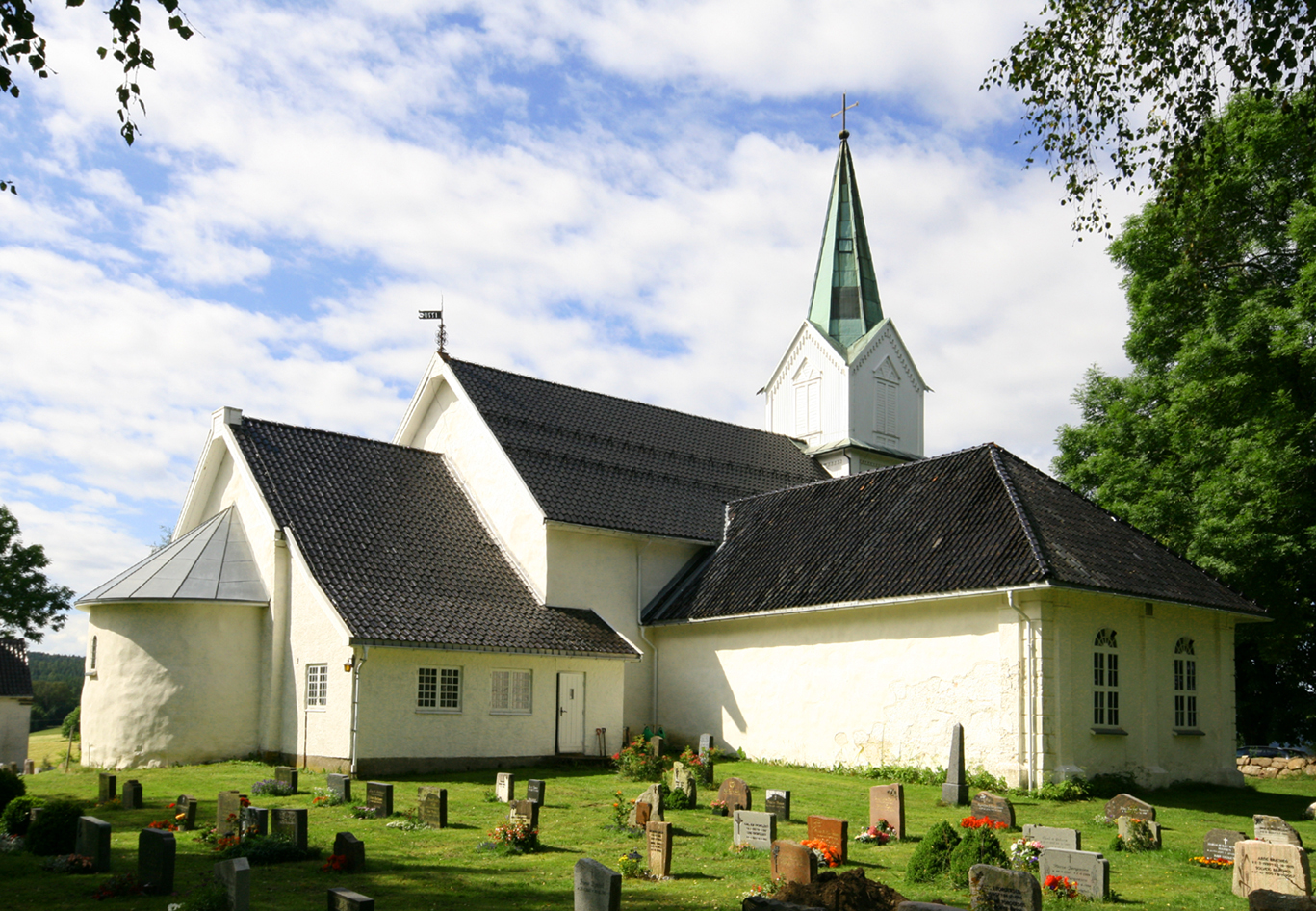
Kyrkan med gravkapell från nordost.
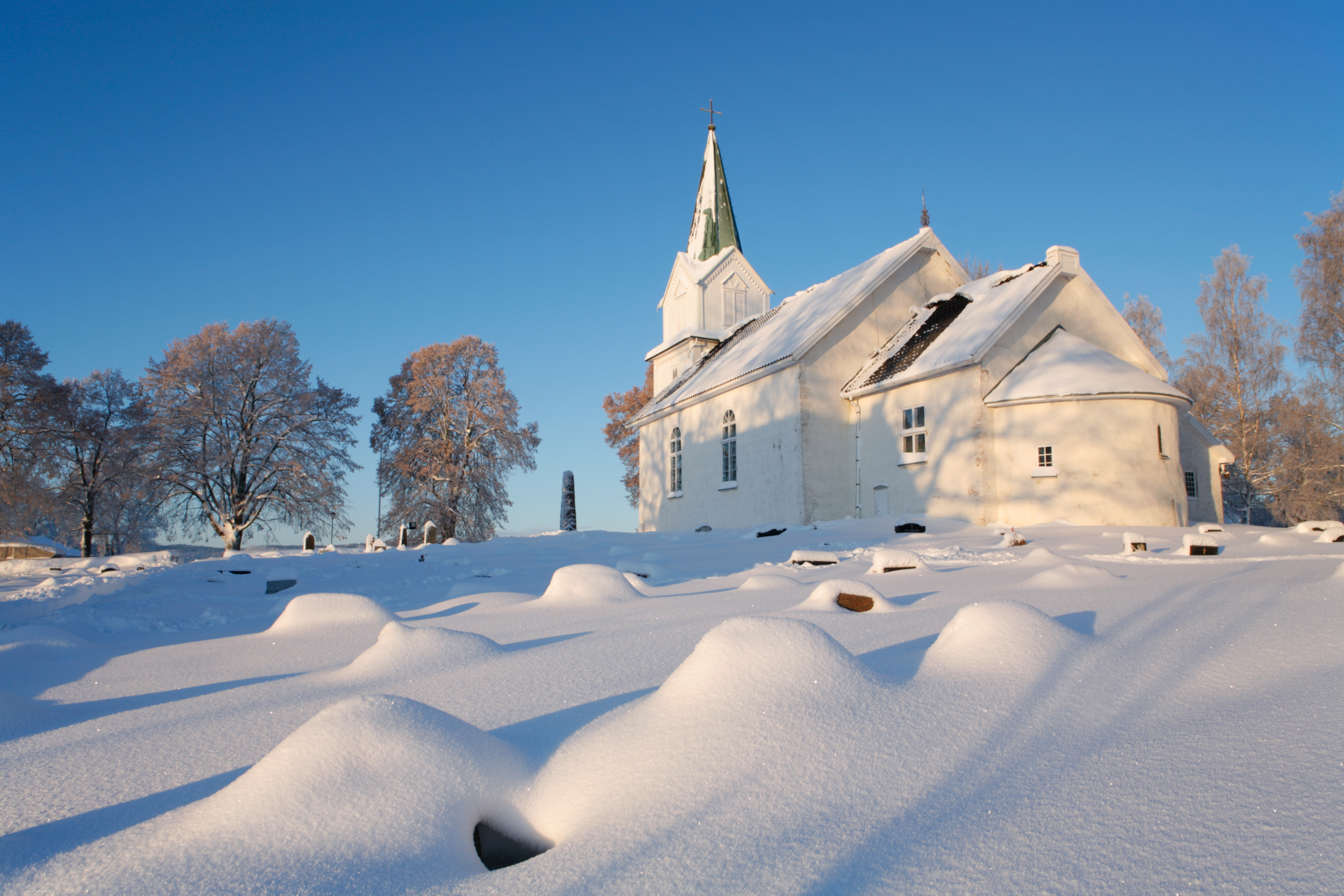
Vinterbild.